# العلاقات البوتانية الليبية
العلاقات البوتانية الليبية هي العلاقات الثنائية التي تجمع بين بوتان وليبيا.

## مقارنة بين البلدين
هذه مقارنة عامة ومرجعية للدولتين:
| وجه المقارنة                                              | بوتان          | ليبيا                                       |
| --------------------------------------------------------- | -------------- | ------------------------------------------- |
| المساحة (كم2)                                             | 38.39 ألف      | 1.76 مليون                                  |
| عدد السكان (نسمة)                                         | 807.61 ألف     | 6.37 مليون                                  |
| الكثافة السكانية (ن./كم²)                                 | 21.04          | 3.62                                        |
| العاصمة                                                   | تيمفو          | طرابلس                                      |
| اللغة الرسمية                                             | لغة دزونكا     | اللغة العربية، اللغة العربية الفصحى الحديثة |
| العملة                                                    | نغولترم بوتاني | دينار ليبي                                  |
| الناتج المحلي الإجمالي (بليون دولار)                      | 2.51 مليار     | 50.98 مليار                                 |
| الناتج المحلي الإجمالي (تعادل القوة الشرائية) بليون دولار | 6.49 مليار     | 69.32 مليار                                 |
| الناتج المحلي الإجمالي الاسمي للفرد دولار أمريكي          | 2.66 ألف       |                                             |
| الناتج المحلي الإجمالي للفرد دولار أمريكي                 | 7.82 ألف       | 15.60 ألف                                   |
| مؤشر التنمية البشرية                                      | 0.605          | 0.724                                       |
| رمز المكالمات الدولي                                      | +975           | +218                                        |
| رمز الإنترنت                                              | .bt            | .ly                                         |
| المنطقة الزمنية                                           | ت ع م+06:00    | ت ع م+02:00، توقيت شرق أوروبا               |

## منظمات دولية مشتركة
يشترك البلدان في عضوية مجموعة من المنظمات الدولية، منها:
| علم المنظمة | اسم المنظمة                        | تاريخ انضمام بوتان | تاريخ انضمام ليبيا |
| ----------- | ---------------------------------- | ------------------ | ------------------ |
|             | مؤسسة التنمية الدولية              | 28 سبتمبر 1981     | 1 أغسطس 1961       |
|             | يونسكو                             | 13 أبريل 1982      | 27 يونيو 1953      |
|             | وكالة ضمان الاستثمار متعدد الأطراف | 21 أكتوبر 2014     | 5 أبريل 1993       |
|             | الأمم المتحدة                      | 21 سبتمبر 1971     | 14 ديسمبر 1955     |
|             | الاتحاد البريدي العالمي            | ?                  | ?                  |
|             | البنك الدولي للإنشاء والتعمير      | 28 سبتمبر 1981     | 17 سبتمبر 1958     |
|             | الاتحاد الدولي للاتصالات           | 15 سبتمبر 1988     | 3 فبراير 1953      |
|             | منظمة حظر الأسلحة الكيميائية       | ?                  | ?                  |
|             | مؤسسة التمويل الدولية              | 1 ديسمبر 2003      | 18 سبتمبر 1958     |
|             | منظمة الشرطة الجنائية الدولية      | ?                  | ?                  |

## وصلات خارجية
- موقع وزارة الخارجية البوتانية
- موقع وزارة الخارجية الليبية